# Neal Schon
Neal Schon (ur. 27 lutego 1954 w Tinker Air Force Base) – amerykański gitarzysta wykonujący gatunki hard rock, jazz, new age i pop-rock. Założyciel zespołu muzycznego Journey.

## Życiorys
W 1971 roku dołączył do rockowego zespołu Santana, dwa lata później wraz Greggiem Roliem (innym członkiem Santany) założył nowy zespół o nazwie Journey. Prowadził także karierę solową, wydając albumy pt. Beyond the Thunder (1995), Electric World (1997), Piranha Blues (1999) i Voice (2001).
Został wprowadzony do Oklahoma Music Hall of Fame (2013), a zespół Journey do Rock and Roll Hall of Fame (2017).